# فینال لیگ قهرمانان اقیانوسیه ۲۰۰۷
فینال لیگ قهرمانان اقیانوسیه ۲۰۰۷ بین ویتاکر یونایتد نیوزیلند و با فیجی برگزار شد.
بازی اول در پارک گوویند، با، فیجی در ۲۱ آوریل ۲۰۰۷ برگزار شد. تیم میزبان با نتیجه ۲–۱ پیروز شد.
بازی برگشت در ورزشگاه مونت اسمارت، اوکلند، نیوزیلند در ۲۹ آوریل ۲۰۰۷ برگزار شد. ویتاکر یونایتد با نتیجه ۱–۰ پیروز شد، آلن پیرس گل خارج از خانه را به ثمر رساند. ویتاکر یونایتد برای قهرمانی در لیگ قهرمانان اقیانوسیه به جام باشگاه‌های جهان ۲۰۰۷ راه یافت.

## مسابقات
| تیم ۱      | نتیجه‌نهایی | تیم ۲          | بازی رفت | بازی برگشت |
| ---------- | ---------- | -------------- | -------- | ---------- |
| با الکتریک | ۲–۲ (گ.ز.) | ویتاکر یونایتد | ۲–۱      | ۰–۱        |

### بازی رفت
| با الکتریک                             | ۲–۱   | ویتاکر یونایتد    |
| -------------------------------------- | ----- | ----------------- |
| رونالد چاندرا ۷' · جوسایا بوکالیدی ۷۴' | گزارش | کومینز میناپی ۵۴' |

### بازی برگشت
| ویتاکر یونایتد | ۱–۰   | با الکتریک |
| -------------- | ----- | ---------- |
| آلان پیرس ۵۵'  | گزارش |            |